# Liste historischer Gerichte im Bundesland Schleswig-Holstein
Diese Liste enthält die historischen Gerichte im heutigen Bundesland Schleswig-Holstein. Für die heute noch bestehenden Gerichte siehe die Liste der Gerichte des Landes Schleswig-Holstein.

## Vorgängerstaaten
Das heutige Bundesland Schleswig-Holstein geht auf die preußische Provinz Schleswig-Holstein zurück, von der 1919 Nordschleswig abgetrennt wurde und 1937 im Rahmen des Groß-Hamburg-Gesetzes Teile an Hamburg abgegeben wurden. Die Provinz Schleswig-Holstein entstand 1866/67 aus dem Herzogtum Schleswig, dem Herzogtum Holstein und dem Herzogtum Sachsen-Lauenburg. Hinzu kam noch das Gebiet der Freien Stadt Lübeck und des oldenburgischen Fürstentums Lübeck. Die Gerichte der Vorgängerstaaten finden sich in den folgenden Listen:

### Listen
- Liste der Gerichte im Herzogtum Sachsen-Lauenburg
- Liste der Gerichte im Herzogtum Holstein
- Liste der Gerichte im Herzogtum Schleswig
- Liste der Gerichte der freien Stadt Lübeck
- Gerichte im Großherzogtum Oldenburg (für das Fürstentum Lübeck)
- Gerichte in der Provinz Schleswig-Holstein

### Einzelne Gerichte
Soweit nicht in den Einzellisten dargestellt, finden sich hier einzelne Gerichte der Vorgängerstaaten:
- Oberhof Lübeck, Oberappellationsgericht der vier Freien Städte in Lübeck, Oberappellationsgericht der Hansestädte in Lübeck

- Vierstädtegericht (Gericht der Städte Kiel, Itzehoe, Oldesloe, Rendsburg) ab 1496

- Obergericht Glückstadt

- Oberlandesgericht Kiel

- Schleswig-Holsteinischer Dienststrafhof ab 1950[1]

- Amtsgericht Ahrensbök

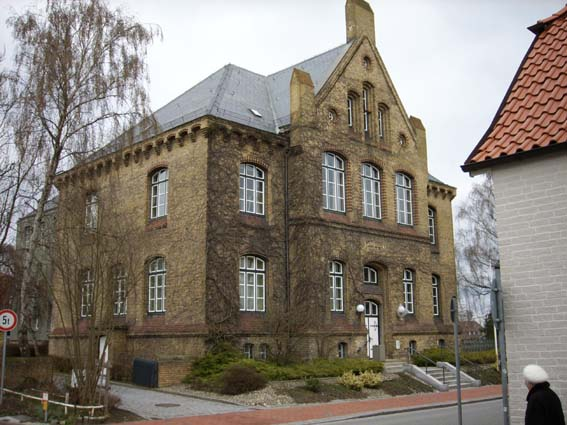
Gebäude des früheren Amtsgerichts Kappeln

- Amtsgericht Bad Bramstedt bis 1999[2]
- Amtsgericht Bad Oldesloe bis 2009[3]
- Amtsgericht Bad Schwartau bis 2009[3]
- Amtsgericht Bargteheide bis 1970[4]
- Amtsgericht Bordesholm bis 1975[5]
- Amtsgericht Bornhöved
- Amtsgericht Bredstedt[6] bis 1975[5]
- Amtsgericht Brunsbüttelkoog bis 1973[4]
- Amtsgericht Burg auf Fehmarn bis 1978[5]
- Amtsgericht Friedrichstadt bis 1975[5]
- Amtsgericht Garding bis 1959[7]
- Amtsgericht Geesthacht 1957[8] bis 2007[3]
- Amtsgericht Gettorf bis 1977[5]
- Amtsgericht Glückstadt bis 1981[9]
- Amtsgericht Heide bis 1970[4]
- Amtsgericht Heiligenhafen 1963[10] bis 1978[5], zuvor schon zum Ablauf des 30. September 1932 aufgehoben.[11]
- Amtsgericht Hohenwestedt bis 1975[5]
- Amtsgericht Kappeln bis 2007[3]
- Amtsgericht Kellinghusen bis 1981[9]
- Amtsgericht Krempe bis 1981[9]
- Amtsgericht Lauenburg bis 1994[12]
- Amtsgericht Leck bis 1973[4]
- Amtsgericht Lütjenburg bis 1978[5]
- Amtsgericht Lunden bis zum 30. September 1932[11]
- Amtsgericht Marne bis 1970[4]
- Amtsgericht Mölln bis 2008[3]
- Amtsgericht Neustadt in Holstein bis 1978[5]
- Amtsgericht Nordstrand bis zum 30. September 1902[13]
- Amtsgericht Nortorf bis 1975[5]
- Amtsgericht Pellworm bis zum 30. September 1896[14]
- Amtsgericht Preetz bis 1978[5]
- Amtsgericht Rantzau bis 1975[9]
- Amtsgericht Reinfeld (Holstein) bis 1970[4]
- Amtsgericht Schenefeld bis 1970[4]
- Amtsgericht Schönberg (Holstein) bis 1978[5]
- Amtsgericht Steinhorst bis 1955[15]
- Amtsgericht Tinnum, zum 30. April 1902 nach Westerland verlegt.[16]
- Amtsgericht Tönning bis 1975[5]
- Amtsgericht Trittau bis 1994[12]
- Amtsgericht Uetersen bis 1981[9]
- Amtsgericht Wedel 1957[17] bis 1977[9]
- Amtsgericht Wesselburen bis 1970[4]
- Amtsgericht Westerland bis 1973[4]
- Amtsgericht Wilster bis 1974[9]
- Amtsgericht Tönning
- Amtsgericht Wyk auf Föhr bis 1973[4]
- Arbeitsgericht Bad Oldesloe bis 1975[18]
- Arbeitsgericht Bad Schwartau bis 31. März 1937[19]
- Arbeitsgericht Eutin bis 31. März 1937[19]
- Arbeitsgericht Heide[20] bis 1975[18] (dazwischen schon zum 1. April 1937 aufgehoben[19])
- Arbeitsgericht Husum[21] bis 31. März 1937[19]
- Arbeitsgericht Itzehoe[21] bis 31. März 1937[19]
- Arbeitsgericht Oldenburg (Holstein)[21]
- Arbeitsgericht Pinneberg[21] bis 31. Januar 1937[22]
- Arbeitsgericht Ratzeburg
- Arbeitsgericht Rendsburg[21] bis 1975[18]
- Arbeitsgericht Schleswig bis 1956[23]
- Arbeitsgericht Westerland[21]
- Arbeitsgericht Wyk[21]